# Xagħra
Xagħra Málta Gozo szigetének harmadik legnagyobb helyi tanácsa. Lakossága 3960 fő (2005). Mai neve az egykor a dombtetőt jelölő Xagħret il-Għazzenin-ből ered. A domb eredeti neve ta' Qacca volt, ebből ered a Caccia név, amely a második világháborúig szinte kizárólagos volt.

## Története
Gozo egyik legrégebben lakott része. Ezt támasztja alá a két kőkori emlék, Ġgantija temploma és a Kőkör, amelyek 5500 évesek. Ebben az időben a domb a sziget központja volt. Kr. e. 2500 körül az új betelepülők magára hagyták a templomot, és a mai Citadella helyén telepedtek le. Ettől kezdve sokáig lakatlan volt.
A történelmi korban első lakói a dombot foglalták el. Első írásos említése (thax ahara) 1518-ból származik. 1637-ben, miután feloldották a törvényt, amely kötelezte a sziget lakóit, hogy a Citadellában töltsék az éjszakát, a település gyors növekedésnek indult. 1667-ben Sciahret il Hazzenin néven 63 háztartásban élő 289 lakosával a negyedik legnagyobb település Rabat, Xewkija és Għarb után. 1688. április 28-án vált önálló egyházközséggé. 1798. június 10-én a franciák kifosztották a falut.
A 20. század elején lakossága elérte a mai számot, legnagyobb népességét 1948-ban érte el (4760 fő), ekkor Gozo második legnagyobb települése volt. 1994 óta Málta 68 helyi tanácsának egyike.

## Önkormányzata
Xagħrát öttagú helyi tanács irányítja. A jelenlegi, hatodik tanács 2012 óta van hivatalban.
Polgármesterei:
- Mario Xerri (Nemzeti Párt, 1994-1996)
- Joseph Grima (Nemzeti Párt, 1996-1998)
- Anthony Attard (Nemzeti Párt, 1998-2004)
- Joseph Spiteri (Nemzeti Párt, 2004-2007)
- Joseph Cordina (Munkáspárt, 2007-)

## Nevezetességei

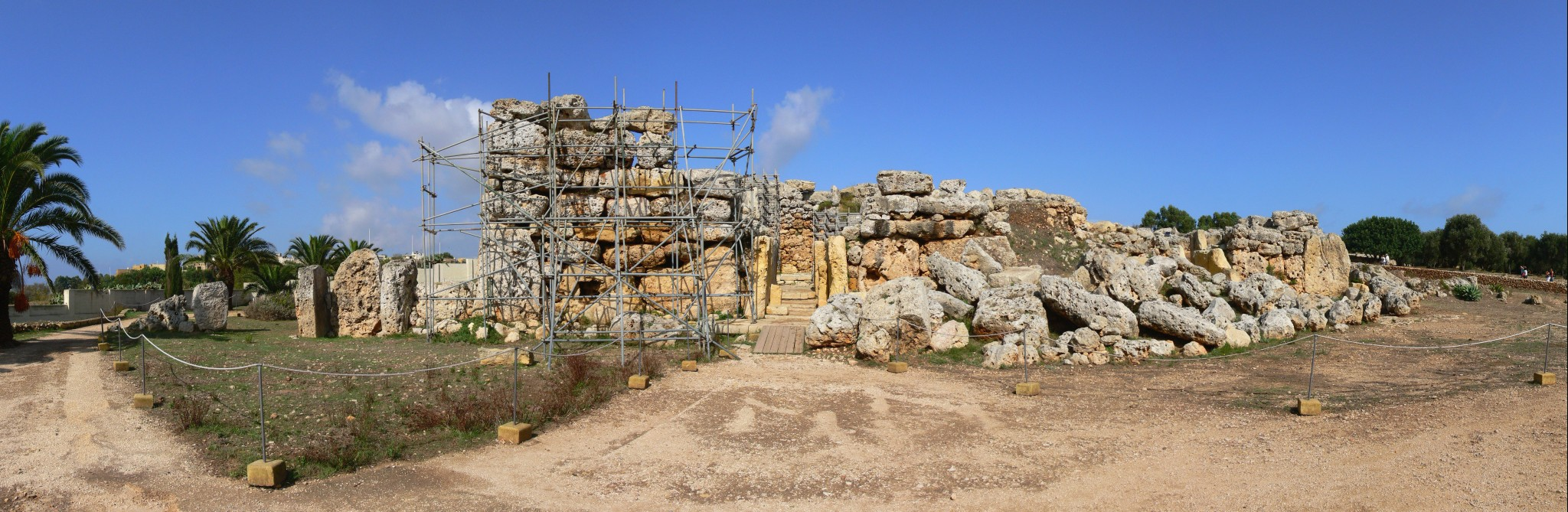
A Ġgantija homlokzata

### Ġgantija
A hatalmas kettős templom romjai a Xewkija felé vezető út mentén állnak. Ez a világ legidősebb szabadon álló emberi építménye. Építése Kr. e. 3600 körül kezdődött. A köveket emberi erővel hordták fel a dombra, a szállításhoz használt gurítókövek ma is láthatók a templom mellett. Tájolása a téli napfordulóhoz igazodik, tengelye a december 21-én Nadur fölött kelő napra mutat.
Mindkét templom alaprajzát öt apszis és a köztük futó folyosó alkotja. A nagyobbik templomban ma is láthatók az áldozati oltárok és a díszítés maradványai. A templomokat az őslakók kihalásával magukra hagyták, legközelebb a 18. században történik említés róluk. Első feltárása John Otto-Bayer ezredes nevéhez köthető.

### Xagħrai kőkör

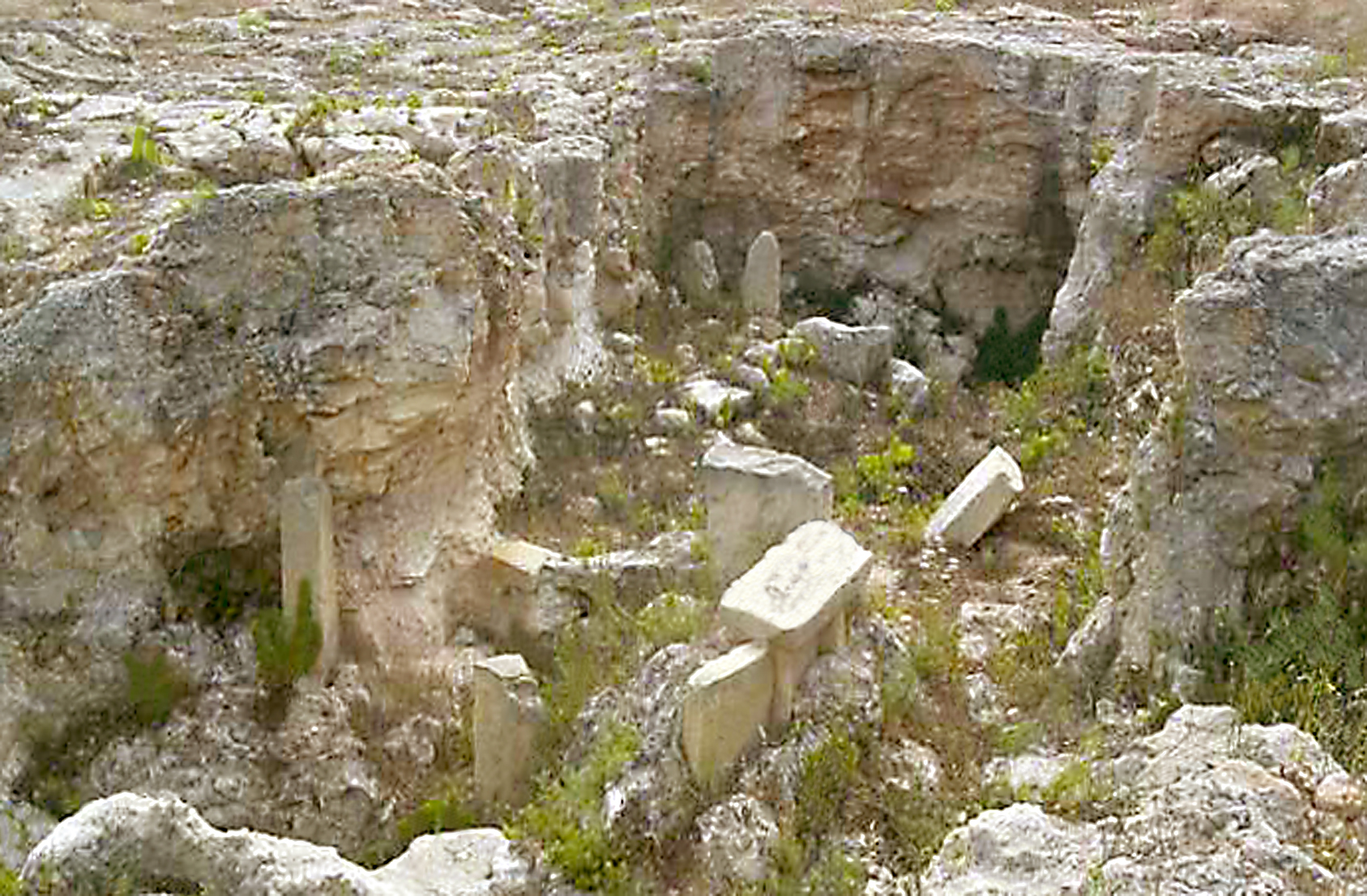
A Xagħrai kőkör

A Xagħrai kőkör (Xagħra stone circle, vagy feltáráskori festője után Brochtorff circle) egy föld alatti temetkezési hely. A hypogeumhoz valószínűleg két kőkör tartozik, de elnevezésben nem szokás megkülönböztetni őket. Bár helye régóta ismert, feltárására csak 1987 és 1994 között került sor a Máltai Egyetem és a Cambridge-i Egyetem közreműködésével. Kr. e. 3000 és 2400 között használták, így valószínűleg a templomépítők sírhelye lehetett. Az egykor kb. 120 m kerületű körből mára csupán egy 26 m-es szakasz maradt meg.

### Ramla öböl
A sziget és az ország egyik leghíresebb strandja a vörös homokos partszakasz.

### Egyéb nevezetességei
- Mária születése-plébániatemplom (Maria Bambina): a plébániai rang elnyerése után kezdték építeni barokk stílusban. 1815-ben kezdték bővíteni, de csak 1855-ben a későbbi első gozói püspök, Mikiel Buttiġieġ plébános adományának köszönhetően sikerült befejezni. Kupolája 1892-ben épült.
- Szent Antal-templom (St. Anton the Abbot): 1520-ban már állt. 1692-ig a falu plébániatemploma volt. 2006-ban teljesen felújították belülről
- Megváltó Krisztus-templom (Christ the Redeemer): 1904-ben épült Ġuzepp Diacono plébános tervei alapján
- Il-Mitħna ta' Kola (szélmalom): 1725-ben épült. Ma népművészeti múzeum kapott helyet benne
- Játékmúzeum (Pomskizillious Toys Museum): 1992-ben nyílt meg, Európa különböző részeiből származó játékokat mutat be
- Calypso-barlang: a Ramla-öböl fölött lévő mélyedésben tartotta állítólag Kalüpszo nimfa Odüsszeuszt[8]
- Ta' Għejżu barlang: a Ġgantija közelében található 13x6 méteres barlang, felszínén néhány megmaradt kődarabbal
- Santa Verna templom: újkőkori templom a település nyugati oldalától néhány száz méterre
- A L-Għar ta' Ninu és a L-Għar Ta’ Xerri cseppkőbarlangok
- A község határában lévő Ġnien tal-Pergla közelében lévő forrásról szól a Szőlőfürt Dragutnak című legenda.[9]

## Kultúra
Gozo első band clubja volt a Victory Philarmonic Society. A festák mellett zeneiskolaként is tevékenykedik.
Szervezetei, egyesületei:
- Għaqda tan-Nar "VMB 1973": a község tűzijáték-készítői

Egyházi szervezetek:
- Catholic Action
- Mária Légió
- M.U.S.E.U.M.
- Xagħra Scout Group

Rádióállomása a Radju Bambina, 1997 óta sugároz egyházi ünnepek alkalmával.

## Sport
Labdarúgó-klubja a Xagħra United Football Club (1936). Itt székel a Gozo Amateur Athletic Association, amely az éves gozói maratont szervezi a községben.

## Közlekedés
Az mġarri kikötőből és Rabatból autóval néhány perc alatt elérhető. Buszjáratai:
- 307 (Ta' Kerċem-Xagħra)
- 322 (Marsalforn-Mġarr)